# Trinitodexia trichops
Trinitodexia trichops là một loài ruồi trong họ Tachinidae.